# Indianapolis Racers
Gli Indianapolis Racers sono stati una squadra di hockey su ghiaccio della World Hockey Association con sede nella città di Indianapolis, capitale dello stato dell'Indiana. Nacquero nel 1974 e si sciolsero nel dicembre del 1978 a metà campionato. Disputarono i loro incontri casalinghi presso la Market Square Arena e furono la prima squadra professionistica di Wayne Gretzky.

## Storia
La formazione degli Indianapolis Racers nacque nel 1974 ed è nota soprattutto per aver avuto fra le proprie file giocatori come Wayne Gretzky e Mark Messier. Al termine della stagione 1975-76 vinsero il titolo della Eastern Division mentre nella stagione successiva furono la squadra con la miglior media spettatori della lega.  Nelle prime stagioni i giocatori più importanti a vestire la maglia dei Racers furono Pat Stapleton, Dave Keon, Michel Dion e Kim Clackson, mentre per due stagioni fu alla guida della squadra Jacques Demers, in seguito vincitore della Stanley Cup con i Montreal Canadiens nel 1993.
A quel tempo la National Hockey League non poteva ingaggiare giocatori minorenni, tuttavia il proprietario dei Racers Nelson Skalbania firmò un contratto con il diciassettenne Wayne Gretzky per oltre un milione di dollari, una delle cifre più alte mai offerte prima a un hockeista.
Tuttavia all'inizio della stagione 1978-79 la NHL aveva raggiunto un accordo per assorbire quattro delle squadre della WHA, Edmonton, Winnipeg, Quebec e New England, escludendo così la formazione di Indianapolis. Dopo sole otto partite nella stagione Gretzky fu venduto all'amico di Skalbania Peter Pocklington, il proprietario degli Edmonton Oilers. Pocklington acquistò Gretzky insieme al portiere Eddie Mio e all'attaccante Peter Driscoll. I Racers si sciolsero ufficialmente il 15 dicembre 1978 lasciando così la WHA a sole sei squadre.

## Record stagione per stagione
| Indianapolis Racers |         |    |    |    |   |    |     |     |    |                                                               |
| 1974-75             | Eastern | 78 | 18 | 57 | 3 | 39 | 216 | 338 | 4° |                                                               |
| 1975-76             | Eastern | 80 | 35 | 39 | 6 | 76 | 245 | 247 | 1° | perde 1º turno (New England) 3-4                              |
| 1976-77             | Eastern | 80 | 36 | 37 | 8 | 80 | 276 | 305 | 3° | vince 1º turno (Cincinnati) 4-0 perde semifinali (Québec) 1-4 |
| 1977-78             | WHA     | 80 | 24 | 51 | 5 | 53 | 267 | 353 | 8° |                                                               |
| 1978-79             | WHA     | 25 | 5  | 18 | 2 | 12 | 78  | 130 | -  | squadra sciolta                                               |

## Record della franchigia

### Singola stagione
Gol: 36  Claude St-Sauveur (1977-78)
Assist: 55  Darryl Maggs (1976-77)
Punti: 78  Claude St-Sauveur (1977-78)
Minuti di penalità: 351  Kim Clackson (1975-76)

### Carriera
Gol: 140  Reginald Thomas
Assist: 88  Michel Parizeau
Punti: 136  Michel Parizeau
Minuti di penalità: 519  Kim Clackson
Partite giocate: 267  Ken Block

## Palmarès

### Premi di squadra
- Titoli di Division: 1

1975-1976

### Premi individuali
- Ben Hatskin Trophy: 1

Michel Dion: 1975-1976